# Eudald Carbonell
Eudald Carbonell i Roura (Ribas de Freser, Gerona, 17 de febrero de 1953) es un prehistoriador, arqueólogo, antropólogo, geólogo y paleontólogo español. Entre 1991 y su jubilación en 2024 fue codirector del Sitio arqueológico de Atapuerca, proyecto galardonado con el Premio Príncipe de Asturias en 1997.

## Biografía
Cursó estudios superiores en Gerona, Barcelona y París. Es doctor en Geología del Cuaternario por la Universidad Pierre et Marie Curie (1986) y en Historia por la Universidad de Barcelona (1988). Ya desde muy joven, empezó a investigar las primeras poblaciones de los valles de los ríos Ter y Freser y como miembro de la Asociación Arqueológica de Gerona, junto a Josep Canal i Roquet, contribuyó decisivamente al reconocimiento del Paleolítico Inferior en el noreste de la península ibérica, anteriormente negado por las autoridades académicas.
Se unió en 1978 al equipo de investigación de los yacimientos pleistocenos de la sierra de Atapuerca (Burgos, España) bajo la dirección de Emiliano Aguirre Enríquez y en 1983 asumió la dirección de las excavaciones del yacimiento musteriense de Abric Romaní en Capellades (Barcelona), referente para conocer la vida social de los neandertales. Tras la jubilación de Emiliano Aguirre en 1991 fue nombrado codirector de las excavaciones de los yacimientos de Atapuerca junto con José María Bermúdez de Castro y Juan Luis Arsuaga, cargo que mantuvo hasta 2024 tras 33 años al frente.
Como investigador, es coautor del artículo publicado en Science en 1997 que presentó el Homo antecessor, hallazgo que adelantó la llegada de homínidos a Europa. Su equipo recibió el Premio Príncipe de Asturias de Investigación Científica y Técnica de 1997 y el Premio Castilla y León de Ciencias Sociales y Humanidades de 1997. En patrono fundador (1999) y vicepresidente de Fundación Atapuerca. En 2021 participó en la fundación de la Academia Internacional de Prehistoria y Protohistoria (AIPP), a iniciativa de la Unión Académica Internacional, con el objetivo de contribuir al avance del conocimiento científico de la prehistoria y la protohistoria.
Desde 1999 ocupa la cátedra de Prehistoria de la Universitat Rovira i Virgili de Tarragona, es investigador principal del Grupo de Autoecología Humana del Cuaternario y Director del Instituto Catalán de Paleoecología Humana y Evolución Social (IPHES). Ha realizado trabajos de campo en numerosos países, incluyendo Francia, Italia, Tanzania, Etiopía, Georgia y China.
Jubilado en 2022 tras 34 años de docencia, se centra en su teoría sobre la evolución social humana y en ensayos de divulgación científica.  Es miembro de la Asociación Estadounidense para el Avance de la Ciencia, la Academia de Ciencias de Nueva York y la Asociación Española para el Estudio del Cuaternario, entre otras instituciones. Fuera del ámbito académico ha aceptado nombramientos honoríficos como miembro del Consejo Honorífico del Centro de Estudios de Unidad Popular (2022) y del Consejo por la República (2025), designado por Jordi Domingo Garcia-Milà.

## Contribuciones científicas
Entre sus contribuciones científicas destacan el desarrollo del sistema lógico-analítico, metodología para el estudio de la tecnología prehistórica, y sus investigaciones sobre el poblamiento antiguo de la península ibérica. Estas líneas de investigación conformaron un programa transdisciplinar en Atapuerca que ha ampliado significativamente el conocimiento en paleoantropología y prehistoria. Sus trabajos incluyen el análisis de la evolución tecnológica lítica en el yacimiento, el estudio de la población de la Sima de los Huesos y el descubrimiento en el TD-6 (nivel estratigráfico de Gran Dolina) el Homo antecessor, especie clave para comprender las primeras migraciones de homínidos desde África hacia Europa.

## Pensamiento teórico

### Teorías sobre evolución humana
Uno de sus ejes de investigación ha sido comprender la razón de las migraciones humanas y explicarla en términos de comportamiento tecnológico en vez de climático o biológico, tal como hacen las explicaciones tradicionales. Carbonell plantea la selección técnica como mecanismo evolutivo del comportamiento humano y la aplica también a sus trabajos en el Abric Romaní (Capellades, Noya), un yacimiento neandertal donde se demuestra que la distancia entre el comportamiento del Homo neanderthalensis y los primeros humanos anatómicamente modernos no es tan grande como se postulaba hace unos años.
Según Carbonell, la fabricación de herramientas con otras herramientas es la propiedad que distingue al género Homo del resto de seres vivos. La selección técnica se ha ido imponiendo como mecanismo de evolución del comportamiento humano desde hace unos dos millones de años.

### Fundamentos éticos

#### Pilares conceptuales
Carbonell fundamenta su ética en la necesidad de una 'revolución evolutiva consciente', integrando influencias de la ilustración, el marxismo, clásicos como Aristóteles y Descartes y corrientes filosóficas críticas contemporáneas, entre otras.
Distingue radicalmente «hominización» y «humanización». El primero es un hecho biológico culminado y la humanización un proyecto ético inacabado que necesita un pensamiento social crítico que socialice el conocimiento y sus beneficios técnicos como patrimonio colectivo. Creando unos mecanismos innovadores y adecuados a los nuevos tiempos. Para obtener este objetivo, reclama hacer pedagogía científica y social sobre qué significa la integración de la diversidad en todos los niveles. Este proceso educativo es la base para alcanzar una conciencia crítica de especie, requisito indispensable para humanizarnos como colectivo.

#### Crítica socioeconómica
Para Carbonell, tanto el capitalismo como la globalización son sistemas "no adaptativos" según parámetros evolutivos, al priorizar el beneficio inmediato sobre la sostenibilidad a largo plazo.
Considera al capitalismo un sistema "arcaico, prehistórico, del paleolítico" y a la globalización un paradigma con enfoque extractivista: "solo tiene en cuenta el dinero de las clases extractivas y no las necesidades de la sociedad", generando homogenización cultural y riesgo ecológico.

#### Propuesta ética
Frente a estos modelos no adaptativos defiende la «planetización» como imperativo ético y evolutivo:

Debemos tener un único pensamiento: sobrevivir como especie en el planeta para vivir después fuera de él. Tenemos que optar por una planetización, es decir, por conservar la diversidad, las conductas y los pensamientos que hemos adquirido con la experiencia del pasado para proyectarlos hacia donde queramos ir.

Para implementar este paradigma, propone dos mecanismos claves:
1. Redes de nódulos interdependientes: sustituir jerarquías extractivas por comunidades diversas que cooperan horizontalmente, fortaleciendo capacidades colectivas mediante relaciones de equidad y colaboración sinérgicas.
2. Memoria biocultural resiliente. Preservar lenguas, saberes ancestrales y ecosistemas como reservorio de innovaciones adaptativas que funcionen como base operativa para la evolución consciente de la especie. [28]

## Obra